# Baska József
Baska József (Dernő, 1935. január 2. – Budapest, 2017. március 14.) magyar festőművész és szobrászművész, érdemes művész. Épületdíszítéssel is foglalkozott, továbbá mozaikokat is készített. Felesége Rényi Katalin grafikusművész, festőművész.

## Stílusa
A kezdeti realisztikus stílusát egyre inkább a geometrikus absztrakció váltotta fel.

„Festői világa a szülőföld és a paraszti kultúra elemeiből táplálkozik, azok geometrizált átírása. A művekre jellemző  - a színek és a figurák ritmusára épített - elegáns dekorativitás leginkább a nagyméretű épületbelsőkben érvényesül.”

## Életpályája
Tanulmányait Diósgyőrben kezdte Csík Gézánál és Imreh Istvánnál. 1960-ban végzett a Magyar Iparművészeti Főiskola díszítőfestő szakán. Mesterei Z. Gács György, Hincz Gyula, Miháltz Pál, Rákosy Zoltán és Barcsay Jenő voltak. Baska József a Magyar Iparművészeti Főiskola alakrajz tanára. 1981-től a Grafikai Tanszék docense. A rendszerváltás után magániskolát alapított.

## Díjai, elismerései
- Munkácsy Mihály-díj (1985)
- A Magyar Köztársasági Érdemrend kiskeresztje (1993)
- Érdemes művész (2015)

## Kiállításai

### Egyéni kiállításai
- 1971 • Ernst Múzeum, Budapest
- 1973 • Vác
- 1975 • Nagymaros
- 1978 • Szczecin
- 1979 • Műcsarnok, Budapest
- 1980 • Művelődési Központ, Nagykanizsa
- 1981, 1984 • Műhely Galéria Szentendre
- 1986 • Miskolci Nehézipari Műszaki Egyetem Galéria, Miskolc
- 1989 • Műcsarnok, Budapest
- 1992 • Vigadó Galéria, Budapest (Rényi Katalinnal)
- 1998 • Budapest Galéria, Budapest

### Csoportos kiállításokon való részvétele (válogatás)
- 1966, 1968, 1970 • Stúdió
- 1968 • 11. Magyar Képzőművészeti kiállítás, Műcsarnok, Budapest
- 1970, 1982 • Országos Képzőművészeti kiállítás, Műcsarnok, Budapest
- 1983 • Kunstmesse, Basel • Athén • Ankara
- 1984 • Világkiállítás, Minnesota
- 1989 • Téli Tárlat, Magyar Képzőművészek és Iparművészek Szövetsége, Műcsarnok, Budapest.
- Művek közgyűjteményekben
- Damjanich Múzeum, Szolnok
- Fővárosi Képtár, Budapest
- Janus Pannonius Múzeum, Pécs
- Magyar Nemzeti Galéria, Budapest
- Móra Ferenc Múzeum, Szeged
- Szentendrei Képtár, Szentendre
- Xántus János Múzeum, Győr.

## Köztéri művei
- 1962 • Zalaegerszeg, Szakszervezetek székháza, Zenélők – sgraffito, 250×200 cm
- 1966 • Siófok, Lido Szálló, mozaik – mázas metlachi, 300×600 cm
- 1968 • Kecskemét, Városi Filmszínház, mozaik – mázas metlachi, 240×620 cm
- 1975 • Keszthely, Agrártudományi Egyetem – faintarzia, 354×550 cm • Budapest XI., Villányi út 29–35., Kertészeti Egyetem – faintarzia, 365×918 cm
- 1982 • Budapest XIV., Állatkerti körút 2., Gundel étterem, ablakok (4 db) – ólmozott üveg, 4 × 150×200 cm • Budapest V., Roosevelt tér 2., Hotel Atrium Hyatt, burkolat – csempe, 260×1600 cm
- 1983 • Budapest VIII., Üllői út 86., Heim Pál Gyermekkórház – mozaik, 170×900 cm
- 1985 • Budapest IX., Üllői út 133., Zalka Máté Katonai Főiskola – faintarzia, 280×1100 cm
- 1986 • Budapest XVIII., Thököly út 7., Karinthy Frigyes Gimnázium – pannó, 4 × 250×250 cm • Budapest, MSZMP Budapesti Bizottsága, Csillag – faintarzia, 265×980 cm • Tihany, Club Tihany, burkolat – festett fa, 220×330 cm
- 1987 • Budapest XIX., Simonyi utca, Károlyi Mihály Gimnázium, térfestmény – festett fa, 250×500 cm
- 1992 • Fényeslitke, Polgármesteri Hivatal, Házasságkötő Terem, Kékmadár, ablak – ólmozott üveg, 160×240 cm
- 1994 • Szerencs, Huszárvár Szálló, Spaten sörbár, ablak, embléma – ólmozott üveg, 150×150 cm